# Patrick Woodroffe
Pour les articles homonymes, voir Woodroffe.
Patrick James Woodroffe est un artiste anglais.

## Biographie

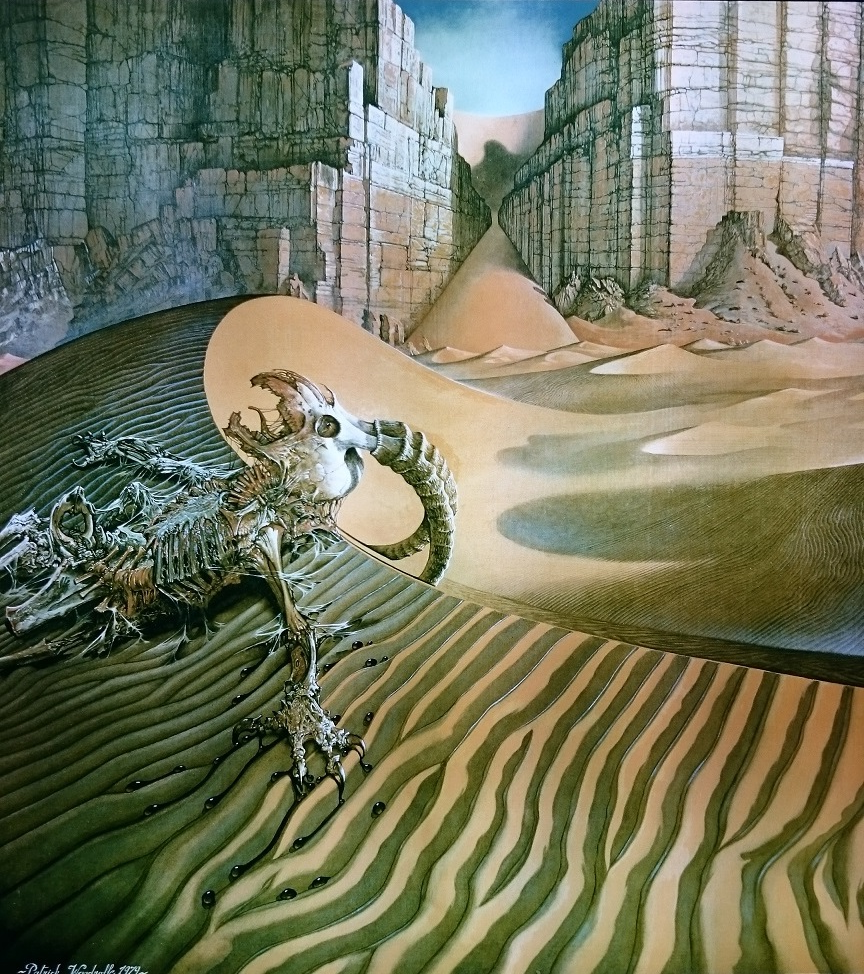
Patrick Woodroffe 1979.

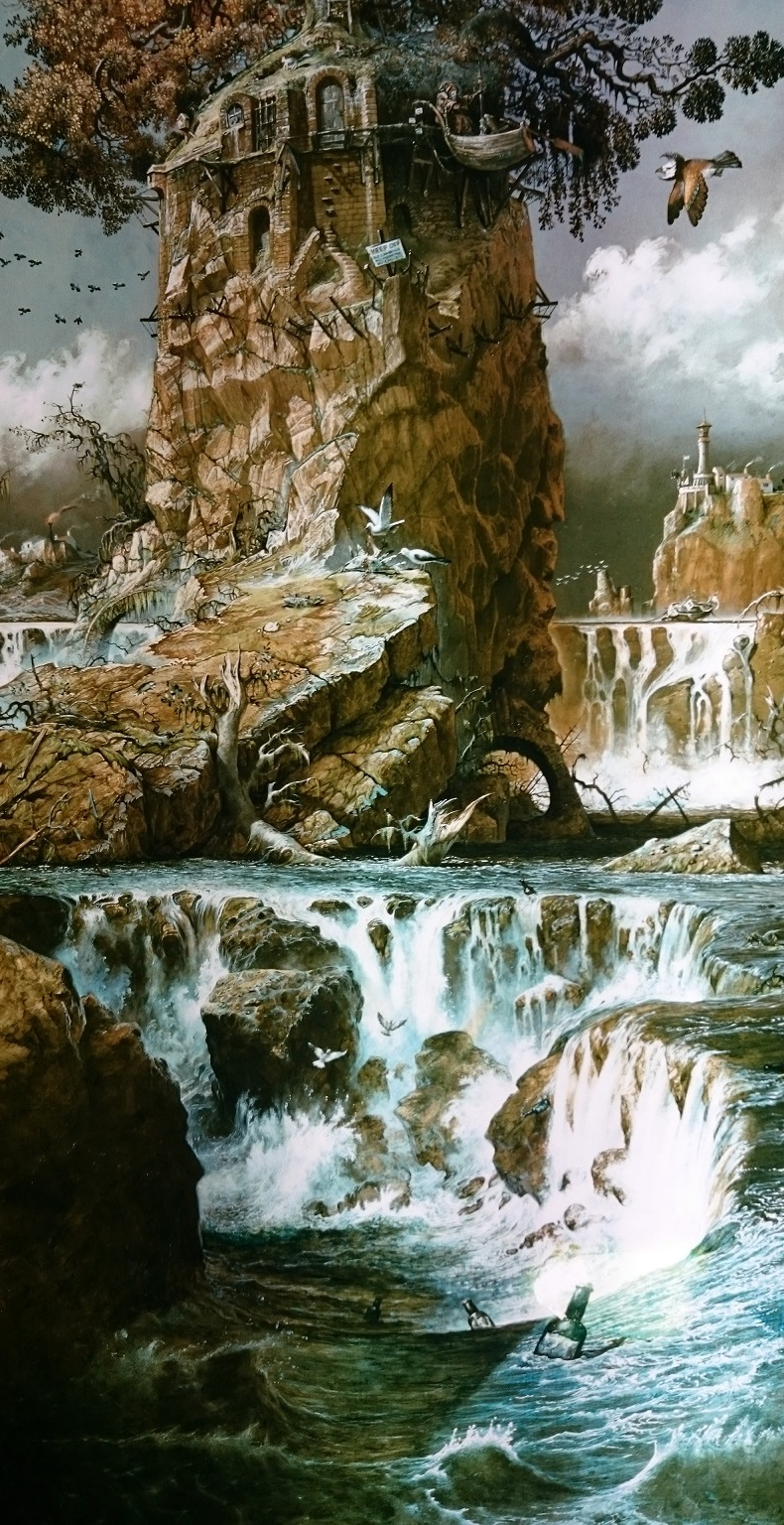
Patrick Woodroffe 1979.

Il est né dans le Yorkshire de l'Ouest en 1940, il est le fils d'un ingénieur électricien.
En 1964, il obtient son diplôme en français et en allemand à l'université de Leeds. Il présente sa première exposition de dessins à la plume et à l'encre à l'Institut d'art contemporain de Londres. Il devient artiste professionnel en 1972.
Sa carrière prend son envol quand il peint 90 peintures pour la couverture de livres entre 1973 et 1976 pour Corgi. Au cours de cette première période, il est chargé de dessiner les pochettes d'album de disque de Sad Wings of Destiny de Judas Priest. Cette exposition a été suivie d'une exposition de peintures en 1976. En 1978, il a monté une exposition de plus de deux cents œuvres à la Piece Hall historique à Halifax. En 1979, il a créé des illustrations pour le Pentateuque de la Cosmogonie : la naissance et la mort d'un monde. Le Pentateuque prétend être les cinq premiers chapitres d'un livre étranger de la Genèse. L'album comprenait deux disques de Greenslade et un livre de 47 pages d'illustrations de Woodroffe.
Au cours des années 1990 et 2000, il continue à travailler sur de nombreux autres projets, y compris une sculpture au château de Gruyères en Suisse, sur la base de son précédent tableau The Vicious Circle (1979). Le projet est conçu pour montrer la guerre comme un cercle fermé de futilité absurde, autodestructrice. Il a continué à tenir des expositions, son dernier travail comprend une exposition récente en Suisse.

## Expositions

### Albums
- Strawbs, Burning for You (1974)
- Beethoven, Concerto Empereur (1974)
- Ross, RSO Records (1974)
- Greenslade, Time and Tide (1975)
- Greenslade, Greenslade 2 (1975) - preliminary artwork only, the album was never recorded.
- Budgie, Bandolier (1975) - a take on La Planète des singes with horse riders with budgie heads
- Judas Priest, Sad Wings of Destiny (1976)
- Dave Greenslade, The Pentateuch of the Cosmogony (1979)
- Pallas, The Sentinel (1983)
- Mike Batt, The Hunting of the Snark (1984)
- Stratovarius. Fright Night (1989)
- DJ Tiësto, Magik One: First Flight (1997)
- DJ Tiësto, Magik Two: Story of the Fall (1997)
- DJ Tiësto, Magik Three: Far from Earth (1998)
- DJ Tiësto, Magik Four: A New Adventure (1999)

### Sculptures

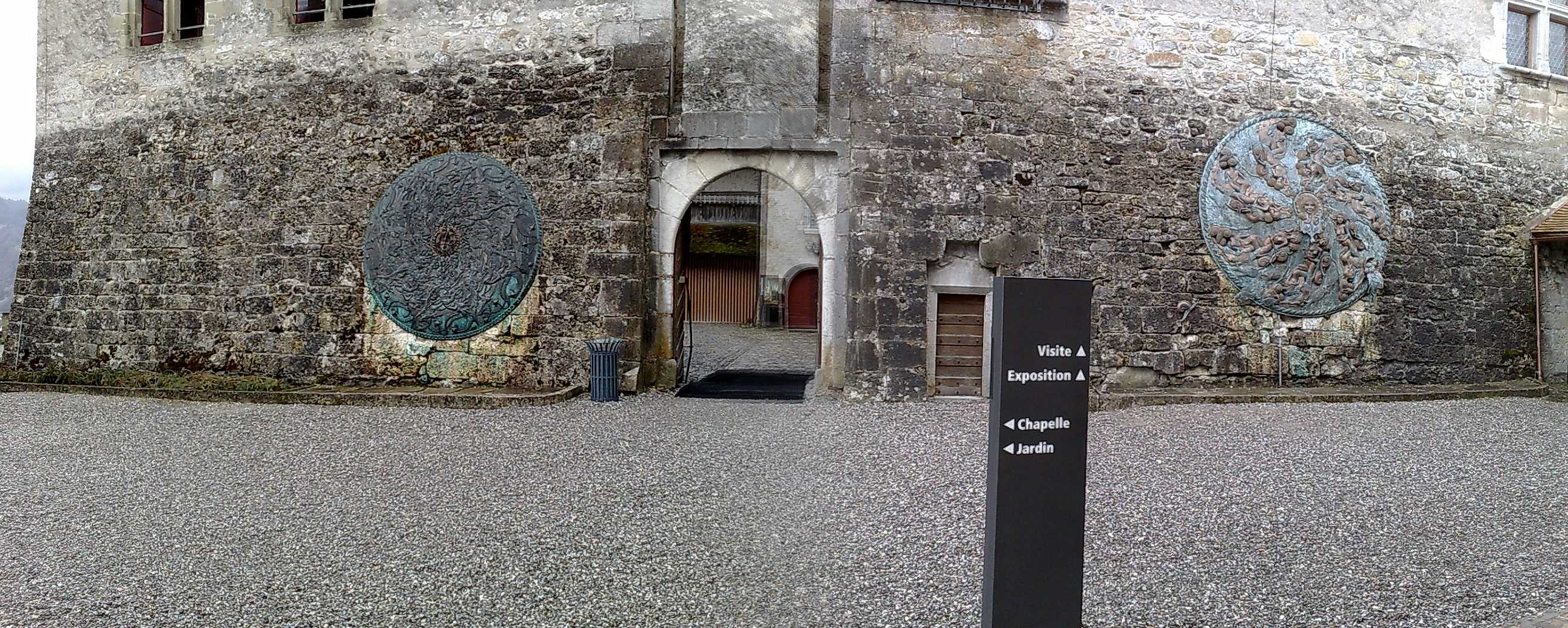
Entrée du château de Gruyères en Suisse. Le Bouclier de Mars et à gauche Le Bouclier de Vénus.

- Le Bouclier de Mars (1993)- Château de Gruyères
- Le Bouclier de Vénus (1996)- Château de Gruyères

### Film
- The NeverEnding Story II: The Next Chapter conceptual art (1988–89)

### Art
- Mythopœikon (Dragon's World, 1977), a collection of Woodroffe's work from 1965 to 1976 (the title is his own coinage, meaning myth-making images)
- The Pentateuch of the Cosmogony (1978/9), art work to accompany Dave Greenslade's album of the same name. This was originally published in an LP-sized hardcover book, with the vinyl records inside the covers.
- Pallas: The Sentinel (1983), art work for Pallas's album of the same name, merchandise, logos and follow up work
- Hunting of the Snark (1983/4), art work and models to accompany Mike Batt's musical version of Lewis Carroll's famous nonsense poem
- Hallelujah Anyway (Paper Tiger, 1984), a collection of original art (including many tomographs) and poetry.
- During the summer 1984 Woodroffe produced a series of pictures of farmyard life and farm animals.
- The Forget-Me-Not-Gardener (2005), a recent collection of art

### Livres
As well as providing cover-art for numerous authors, Woodroffe has also produced books on his art techniques (such as A Closer Look at the art and techniques of Patrick Woodroffe, 1986) and Mythopoeikon, published by Paper Tiger Books (1976) (ISBN 978-0905895222).